# 天神社 (八潮市中央)
天神社（てんじんじゃ）は、埼玉県八潮市の神社。

## 歴史
創建年代は不明である。別当寺だった隣の観音寺の開基である浜野大学が持ち込んだ屋敷神に由来する。大学は屋敷内で天神社を祀っていたところ、村人がたびたび参拝に訪れていたところから、村人用に神社を創建したのだという。
1873年（明治6年）、近代社格制度に基づく「村社」に列せられた。1923年（大正12年）の関東大震災で倒壊したが、翌年に再建されている。現在の本殿は1978年（昭和53年）に建てられたものである。

## 交通アクセス
- 路線バス諏訪神社前停留所より徒歩5分。